# Вторая холодная война
«Вторая холодная война», «новая холодная война» или «холодная война 2.0» — термин, который используется разными авторами для обозначения противостояния мирового масштаба в XXI веке между США и их союзниками с одной стороны и Китаем или Россией или обеими странами сразу с другой.
Термин используется по аналогии с Холодной войной — противостоянием, происходившим в XX веке. На Западе термин также использовался для обозначения второй фазы Холодной войны, происходившей в 1979 — начале 1980-х годов.
Разные авторы указывают в качестве начала нового противостояния разные даты — конец 2000-х годов или аннексию Крыма Россией в 2014 году.